# Karl Alvarez
Karl Alvarez (10 marzo 1964) è un bassista statunitense.
È il bassista dei Descendents e degli ALL, la band che nacque dopo il secondo scioglimento dei Descendents, nel 1989. Alvarez si unì ai Descendents dopo la pubblicazione del loro disco Enjoy!, lasciando la sua precedente band, i The Massacre Guys. Ha suonato in tutti gli album degli ALL e su ALL, Everything Sucks e Cool to Be You dei Descendents. Suona il basso senza plettro e fa da seconda voce nei live (raramente anche la prima come in Cause). Da quando è entrato a far parte dei Descendents è diventato uno dei principali autori della band. Nell'estate del 2006 si unì ai Gogol Bordello per il Vans Varped Tour e per il Festival di Reading e Leeds ed alla fine dello stesso anno suonò nel disco di ritorno dei Lemonheads. L'11 agosto del 2007 venne colpito da un attacco cardiaco ed è stato ricoverato in attesa di continuare il tour alla fine del 2007

## Discografia
| Data | Titolo                  | Etichetta        | Gruppo          |
| 1987 | ALL                     | SST Records      | Descendents     |
| 1988 | ALLroy Sez              | Cruz Records     | ALL             |
| 1988 | Liveage                 | SST Records      | Descendents     |
| 1988 | Two Things at Once      | SST Records      | Descendents     |
| 1989 | Trailblazer             | SST Records      | ALL             |
| 1989 | Hallraker               | SST Records      | Descendents     |
| 1989 | ALLroy's Revenge        | Cruz Records     | ALL             |
| 1990 | ALLroy Saves            | Cruz Records     | ALL             |
| 1991 | Somery                  | SST Records      | Descendents     |
| 1992 | Percolater              | Cruz Records     | ALL             |
| 1993 | Breaking Things         | Cruz Records     | ALL             |
| 1995 | Pummel                  | Cruz Records     | ALL             |
| 1996 | Everything Sucks        | Epitaph Records  | Descendents     |
| 1998 | Mass Nerder             | Cruz Records     | ALL             |
| 1999 | Best of ALL             | Cruz Records     | ALL             |
| 2000 | Problematic             | Epitaph Records  | ALL             |
| 2001 | Live Plus One           | Epitaph Records  | Descendents ALL |
| 2004 | Cool to Be You          | Fat Wreck Chords | Descendents     |
| 2004 | Lemonheads              | Vagrant Records  | Lemonheads      |
| 2016 | Hypercaffium Spazzinate | Epitaph Records  | Descendents     |